# Pimrada Jattavapornvanit
Pimrada Jattavapornvanit (thailändisch พิมพ์รดา จัตวาพรวาณิชย์; * 17. Oktober 2003) ist eine thailändische Tennisspielerin.

## Karriere
Jattavapornvanit begann mit scht Jahren das Tennisspielen und bevorzugt Hartplätze. Sie spielt bislang vorrangig auf der ITF Women’s World Tennis Tour, wo sie bislang aber noch keinen Titel gewinnen konnte.
2021 qualifizierte sie sich für das Hauptfeld des Juniorinneneinzel bei den US Open. Sie verlor dort in der ersten Runde knapp mit 1:6 und 6:73 gegen Charlotte Owensby. Im Juniorinnendoppel trat sie an der Seite ihrer Partnerin Annabelle Xu an. Mit einem Erstrundensieg gegen Sarah Hamner und Liv Hovde gelangten die beiden ins Achtelfinale, wo sie den Geschwistern Brenda und Linda Fruhvirtová mit 5:7 und 3:6 unterlagen.